# Posaunenwerk der Ev.-luth. Landeskirche in Braunschweig
Das Posaunenwerk Braunschweig ist ein Werk der  Ev.-luth. Landeskirche in Braunschweig. Es wurde 1930 als Landesverband Braunschweiger Posaunenchöre gegründet und umfasst derzeit ungefähr 70 Posaunenchöre mit rund 1000 Mitgliedern.

## Aufgaben
Die Mitgliedschöre spielen jedes Jahr mehr als 100 geistliche Konzerte in der Region sowie rund 250 Gemeindeveranstaltungen auch auf kommunaler Ebene. Immer wieder neue Bläser auszubilden, ist eine wichtige Aufgabe der Posaunenchöre und des Posaunenwerkes.
Die Verantwortung für das Posaunenwerk liegt bei der Chorvertreterversammlung, beim Posaunenrat und beim Landesobmann Pfarrer Jens Paret. Verantwortlich für die musikalische Arbeit und viele organisatorische Aufgaben ist Landesposaunenwart Siegfried Markowis. 
Das Angebot des Posaunenwerks umfasst Schulungen, Bläsertreffen, Freizeiten, Veranstaltungen für Anfänger, Fortgeschrittene, Ausbilder und Chorleiter sowie Fortbildungen zu verschiedenen musikalischen Themen.

## Geschichte
Die Geschichte der ältesten Posaunenchöre des Posaunenwerks begann z. B. für den Posaunenchor Neuerkerode/Cremlingen im Jahre 1877 und für den Posaunenchor Hasselfelde 1898. Beide Posaunenchöre spielen noch heute, weitere sind im Lauf der Jahre hinzugekommen.